# Asilo en sagrado

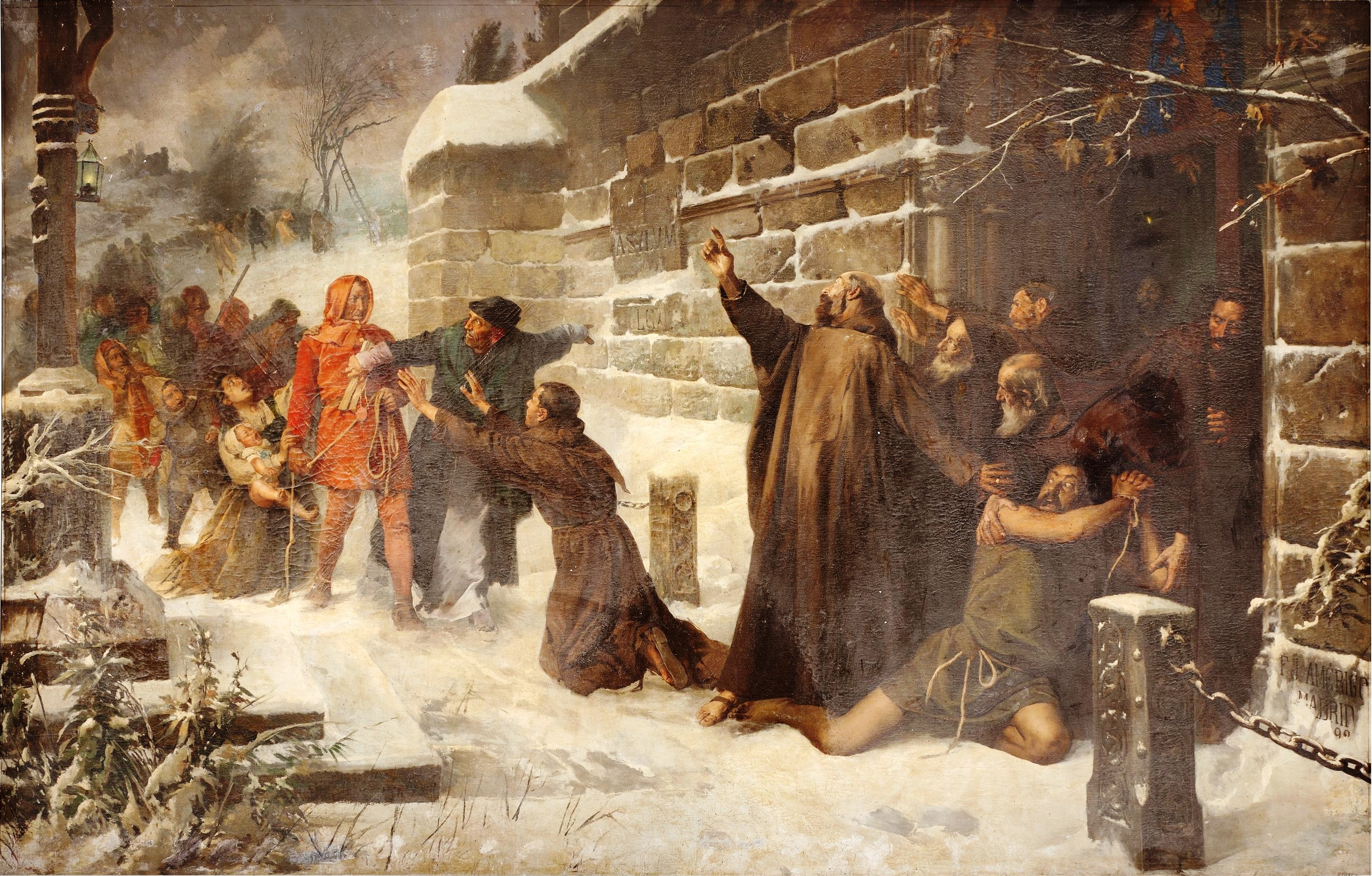
El derecho de asilo, de Francisco Javier Amérigo y Aparici. 1892. (Museo del Prado, Madrid).

El asilo en sagrado (del griego σῦλος, Sylos, "seguro") conocido también con la expresión: acogerse a sagrado, era una ley medieval por la cual cualquier perseguido por la justicia podía acogerse a la protección de iglesias y monasterios. Se basaba en el concepto jurídico de que cualquier oprimido por las leyes de su país podía ser protegido por otra autoridad, fuese civil o religiosa, y derivaba de la antigua costumbre de la  hospitalidad.

## Fundamentos
Había tres motivos que lo justificaban:
- la clemencia para con quien requiere protección;
- la enmienda de los delincuentes por medio de penitencias públicas;
- la reverencia debida a los templos.

Agustín de Hipona expuso las dos primeras, y la tercera y más pragmática, que advertía que la detención en el interior de un templo podía causar daños a éste, era opinión defendida, entre otros, por Isidoro de Sevilla.

## Antecedentes
Muchos pueblos antiguos, como los egipcios o los griegos, reconocían un «derecho de asilo» en los templos, la protección, hasta cierto punto, de los delincuentes o acusados de delitos frente a la acción legal. Este principio fue adoptado más tarde por la iglesia cristiana, desarrollándose diversas normas y regulaciones para acogerse a la protección.

## Asilo en el Imperio romano
En el año 397 el emperador Arcadio reconoció su existencia. La concesión del asilo solo conllevaba la intervención del obispo correspondiente para proteger a los desvalidos contra la injusticia y violencia de sus opresores, pero no impedía el castigo al delincuente acogido a sagrado.
Justiniano I dictó en su Código que el asilo solo protegía a los oprimidos, no a los delincuentes.

## Derecho visigodo
El derecho visigodo aceptó el derecho de asilo, debido al cual el poder civil no podía castigar al asilado en sagrado, cambiando su pena por una multa. La Iglesia imponía, a su vez, penitencia pública.

## Derecho de asilo en Europa

### Francia
Según el Concilio de Orleans de 511, promovido por Clodoveo I, se concedía asilo a cualquier persona que se refugiase en una iglesia, en sus dependencias o en la casa de un obispo. La protección abarcaba incluso a asesinos, ladrones o adúlteros, y a los esclavos fugitivos. Este derecho de asilo cristiano fue confirmado por todos los concilios posteriores.
Procedimiento
El solicitante podía negociar una indemnización con sus víctimas, que en caso de aceptarla deberían jurar sobre el Evangelio renunciar a la venganza. 
Abolición
En el siglo XVI deja de ser reconocido por los tribunales, para los que nada puede escapar del poder del rey.

### Inglaterra

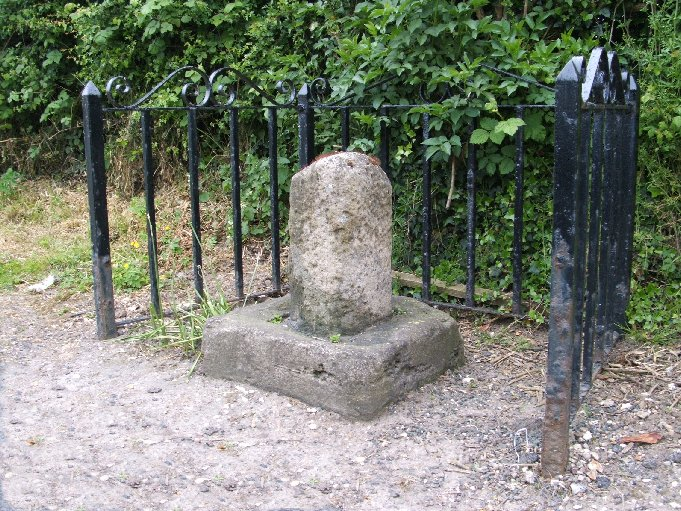
Restos de uno de los cuatro mojones medievales de piedra que delimitaban el santuario en San Juan de Beverley, Yorkshire del Este.

El rey Ethelberto reguló por ley el derecho alrededor del año 600. En 1066 se habían desarrollado dos tipos de santuario: todas las iglesias tenían el tipo de nivel inferior (santuario dentro del edificio propiamente dicho), pero solo las iglesias con licencia del rey tenía una versión más amplia (sauveté) (santuario en sus dependencias: claustros, pórticos), por lo que tenían unos mojones marcando la zona circundante donde el asilo podía ser invocado. Había al menos veintidós iglesias con derecho amplio de santuario:  de las cartas de un más amplio tipo de santuario,  Abadía de Battle, Beverley, Colchester, Durham, Hexham, Norwich, Ripon, Wells, Catedral de Winchester, Abadía de Westminster, y Catedral de York.
Procedimiento
El asilo en sagrado se regía por el derecho común. El solicitante debía confesar y entregar las armas, y quedaba bajo protección del superior de la iglesia en la que se hubiese acogido. Tenía un plazo de cuarenta días para rendirse a las autoridades seculares y ser juzgado o bien confesar su culpabilidad y ser exiliado del reino, sin poder regresar sin permiso del rey. Para esto debía hacer confesión pública, renunciar a sus bienes entregando las tierras a la corona y el resto a la iglesia, y dirigirse al puerto más cercano descalzo y con una cruz a cuestas. 
Abolición
Enrique VIII modificó las reglas reduciendo el número de delitos por los que se podía solicitar, y finalmente fue abolido completamente por Jacobo I en 1623.

## Asilo en sagrado en España

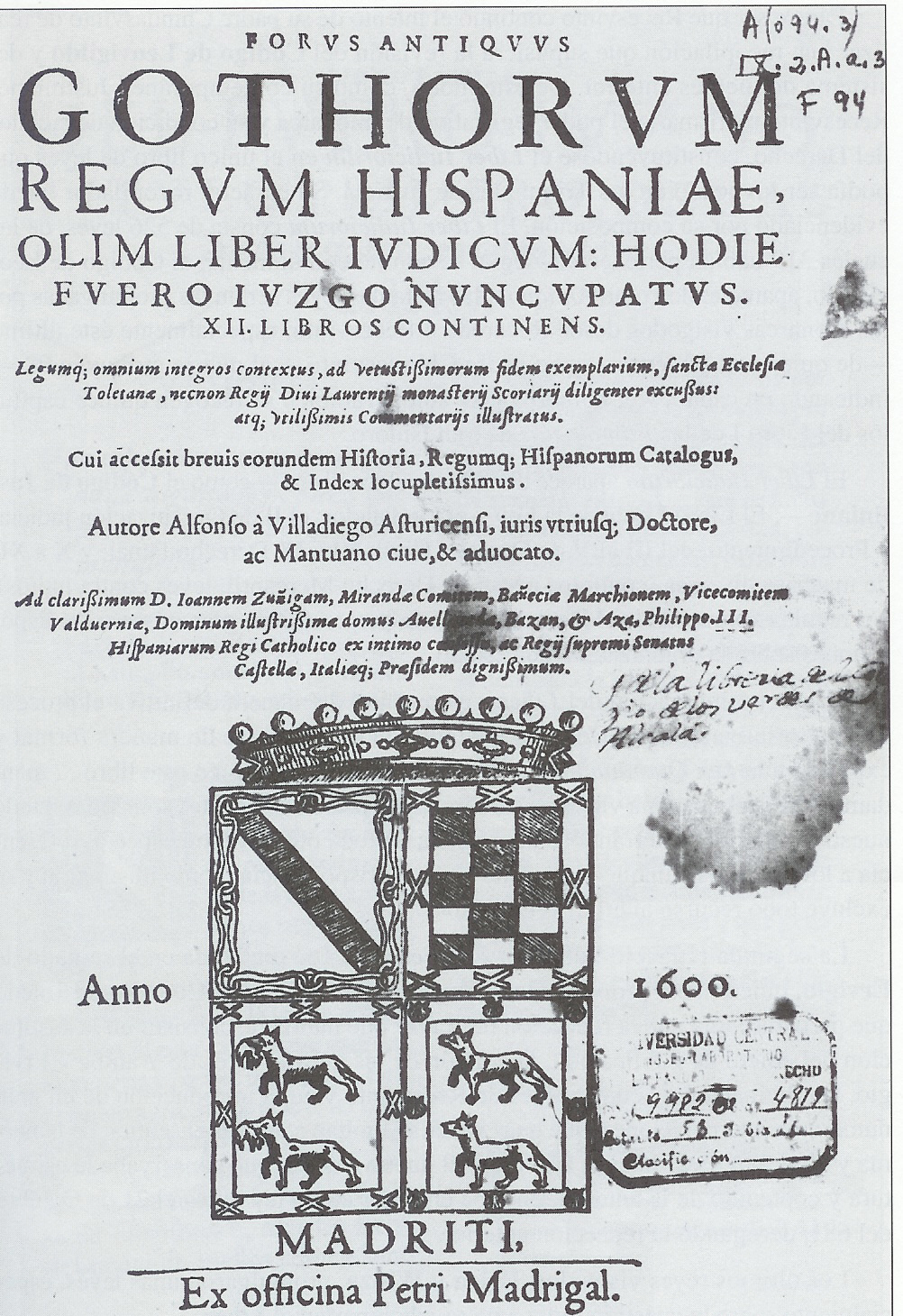
Portada del Liber Iudiciorum. Edición de 1600.

En España, el derecho de asilo fue legislado por distintos reyes desde la época de Teodorico II (siglo V) y estudiado por juristas como Isidoro de Sevilla.
Los reyes visigodos Recaredo, Suintila y Wamba dictaron disposiciones sobre el tema, quedando recogido en el año 654 en el Código de Recesvinto y más tarde en el Fuero Juzgo, traducción al castellano promovida en 1241 por Fernando III de Castilla y León.  
El asilo en sagrado llegó a tierras americanas de la mano de las leyes y usos españoles, y se generalizó de tal modo que terminó incluyendo las casas de algunas familias principales. En muchos casos sirvió para protegerse de la Inquisición.

### Procedimiento
El procedimiento quedó regulado por un bula de Gregorio XIV, según la cual quedaban excluidos del derecho los delitos graves. El asilado debía permanecer en la cárcel del obispado, y se abría procedimiento para que un juez eclesiástico decidiera si existía derecho de asilo. Desde el reinado de Carlos III el juez era secular y el delincuente permanecía en la cárcel civil para evitar riesgos de huida.

### Restricciones
Las primeras restricciones a este derecho llegaron tras la firma en 1737 de un Concordato entre Felipe V de España y el papa Clemente XII, por el cual se dividía a los templos en Templos de asilos e Iglesias frías. En estas últimas solo se gozaría del asilo si estuviese expuesto el Santísimo. Años después, Clemente XIII excluyó de este derecho a los asesinos. 
En 1794 Carlos IV dictó una ley limitándolo a los casos de defensa propia, aunque en la práctica no se aplicó.
El derecho de asilo en sagrado en España fue modificado de nuevo tras la firma de nuevos concordatos en 1851, entre Isabel II y Pío IX, y en 1953 entre Francisco Franco y Pío XII, de tal forma que aumentó el número de delitos exceptuados hasta el punto de reconocer que 

El derecho de asilo ha llegado a ser casi inútil en los últimos tiempos, porque los casos exceptuados son muchos, y la pena de perdimiento de miembro se ha desterrado de los códigos, y la de muerte se ha hecho rara; pero si en sentido contrario hubiese un cambio notable en la legislación, el derecho de asilo volvería a recobrar toda su importancia.

### Abolición
Legalmente, el derecho de asilo en sagrado ya no existe en España, toda vez que el Concordato quedó derogado ante la entrada en vigor de la Constitución de 1978[cita requerida].

### Evolución
El Asilo en Sagrado se puede decir que evolucionó al Asilo Humanitario.

### Citas
1. ↑  Benito Golmayo: op. cit., cap. VII, art. 95.
2. 1 2 3 4 5  Pérez Pimentel: op. cit., pág. 245.
3. ↑  Benito Golmayo: op. cit., cap. VII, art. 96.
4. ↑  Cavallario: op. cit., pág. 30.
5. ↑  Benito Golmayo: op. cit., cap. VII, art. 97.
6. ↑  Benito Golmayo: op. cit., cap. VII, art. 99.
7. ↑  Benito Golmayo: op. cit., cap. VII, art. 101.